# Salle Ravel
Ne doit pas être confondu avec Auditorium Maurice-Ravel.

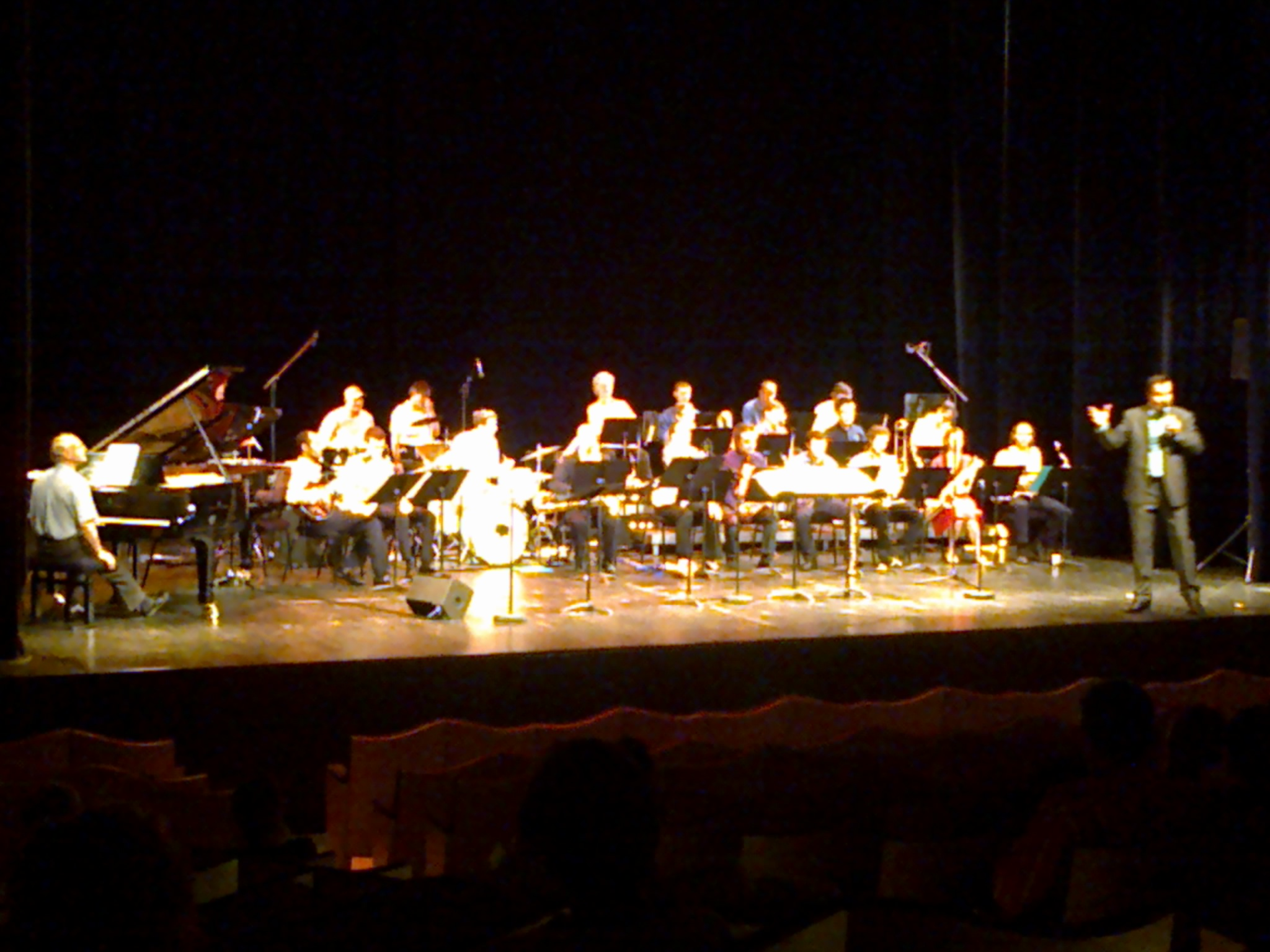
Le Big Band de Levallois lors d'un concert au conservatoire Maurice Ravel de Levallois-Perret (Hauts-de-Seine)

La salle Ravel est une salle de concert située au conservatoire Maurice Ravel de Levallois-Perret. Avec 440 places, c'est la plus grande salle de concert de Levallois-Perret. La salle a été inaugurée en février 2008, en même temps que le conservatoire Maurice Ravel, par les élèves des cours de danse, le Jeune Chœur d'Île-de-France, ainsi que le Chœur d'enfants d'Île-de-France dans la pièce L'Enfant et les Sortilèges, de Maurice Ravel.